# Burg Kohlstein
Die Burg Kohlstein befindet sich auf einem Felsenhügel in der Ortschaft Kohlstein nordwestlich von Tüchersfeld und ist die jüngste Burgengründung der Fränkischen Schweiz. Sie ist zugleich eine der kleinsten und romantischsten Burgen. Heute ist die Burg in Privatbesitz und kann nicht besichtigt werden.

## Geschichte
Die Höhenburg auf 440 m ü. NN dürfte um 1486 von Konz von Hirschaid erbaut worden sein. Sie war ursprünglich wohl freies Eigen der Herren von Hirschaid. Später ging die Lehnshoheit an das Bistum Bamberg.
1525 wurde die Burg im Bauernkrieg zerstört. Der Wiederaufbau erfolgte umgehend. 1607/1608 musste das Geschlecht von Hirschaid die Herrschaft aus Geldmangel verkaufen. Am 23. Mai 1608 wurde Wolf Philipp Groß von Trockau zu Tüchersfeld mit Burg und Herrschaft belehnt. Im Dreißigjährigen Krieg scheint die Burg zerstört worden zu sein, denn 1636 wurde ein schlichter Neubau errichtet. Eine umfassende Erneuerung erfolgte zwischen 1707 und 1714.
Wohl in diese Zeit fiel auch der Bau eines Gartenhauses. Dieses wurde 1743 als Schloss- bzw. Ortskapelle umgebaut.
Die Groß von Trockau, die sich seit 1658 zu Kohlstein und Tüchersfeld nannten, mussten die Burg 1713 an Otto Philipp von Gutenberg verkaufen. Nach seinem Tod erbte seine Nichte Maria Anna Groß von Trockau Burg und Herrschaft.
Die vorhandenen Bauten, ein Wohngebäude mit angebautem Turm, stammen überwiegend aus dem 18. Jahrhundert. Der Turm wurde 1890 erneuert.
1961 verkaufte die Familie Groß von Trockau die Burg, jedoch nicht die dazugehörende Schloss- und Ortskapelle. Die Burg hatte zwischenzeitlich mehrere Besitzer.
Heute ist die Burg als Baudenkmal D-4-74-129-42 „Schloss, im Kern 1486, nach Zerstörung im Bauernkrieg wiederaufgebaut, dreigeschossiger Hauptbau, 1636 mit Kern des 15./16. Jahrhunderts, Ostseite mit unregelmäßig dreiseitigem Schluss, überkuppelter runder Treppenturm, 1890 erneuert; gedeckter Gang zu zweigeschossigem Nebengebäude, 18./19. Jahrhundert“ sowie als Bodendenkmal D-4-6234-0175 „Untertägige Bauteile des spätmittelalterlichen und frühneuzeitlichen Schlosses von Kohlstein“ vom Bayerischen Landesamt für Denkmalpflege erfasst.